# Fachschule für Augenoptik Hermann Pistor
Die Fachschule für Augenoptik wurde 1917 in Jena gegründet. Sie ist die weltweit älteste Fachschule für Augenoptik. 

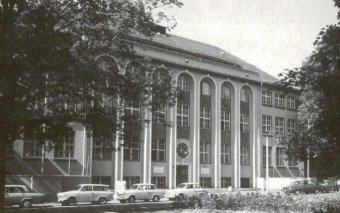
Ehemaliges Gebäude der Fachschule Augenoptik – heute Deutsches Optisches Museum

## Geschichte
Am  7. Oktober 1918 eröffnete Direktor Gerhard Kloth in Jena an der Ecke von Schiller- und Abbestraße die 1917 gegründete „Großherzogliche Sächsische Optikerschule“. Im selben Jahr wurde Hermann Pistor (* 1875, † 1951) aus Sonneberg als Lehrkraft an die noch im Aufbau befindliche Schule berufen. 1919 wurde er Direktor und im selben Jahr zum Professor ernannt. Über ihn heißt es: „Neben seiner Leitungstätigkeit befasste sich Hermann Pistor in Jena auch fachlich mit der Optometrie, der Wissenschaft der Fehlsichtigkeit und ihrer Korrektur. Sie umfasst gleichermaßen die biologische und physikalische Optik. Durch seine wissenschaftliche Tätigkeit an der Schule wurden die Grundlagen für die Fach- und Hochschulausbildung auf dem Gebiet der Optometrie in Deutschland maßgeblich entwickelt.“ 

### Schulhaus am Carl-Zeiß-Platz
Am 20. Oktober 1924 wurde das neue Schulgebäude unter dem Namen „Staatliche Optiker-Schule“ am Carl-Zeiß-Platz eingeweiht. Ab 1927 hieß die Schule „Jenaer Fachschule für Optiker (Staatliche Anstalt)“ und bildete zum „Optikermeister“ aus. Vier Jahre später durfte die Schule den Titel „Staatlich approbierter Augenoptiker“ vergeben.
Besonders durch die konsequente Anwendung der wissenschaftlichen Erkenntnisse von Ernst Abbe wurden die Anwendungen aus der Optometrie vorangetrieben. 1940 wurde die Fachschule in „Ingenieurschule für Augenoptik“ umbenannt. In dieser Tradition sieht sich heute die Jenaer „Fachschule für Augenoptik“, die den Namen Hermann Pistor trägt. Die Position als Direktor der Ingenieurschule hatte Hermann Pistor bis zu seinem Tod 1951 inne. 
In den Jahren 1983 bis 1985 wurde das Schulhaus von Grund auf saniert und fortan nutzte das Optische Museum, das 1976 eingezogen war, die gesamte untere Etage. Trotz des umfangreichen Schulbetriebs und moderner, zeitgemäßer Einrichtung geriet die Schule zu Beginn der 1990er Jahre in wirtschaftliche Schwierigkeiten. Wesentliche Ursache dafür war wahrscheinlich, dass die jährlichen beträchtlichen Zuwendungen der Carl-Zeiss-Stiftung für optometrische und ophthalmologische Geräte wegfielen, weil es die Stiftung in ihrer ursprünglichen Form nicht mehr gab. Die Finanzierung übernahm deshalb 1991 das Land Thüringen.

### Umzug in das Berufsbildende Schulzentrum
1995 schlossen sich die Ernst-Abbe-Stiftung, der Zentralverband der Augenoptiker und Optometristen (ZVA) und das Kultusministerium zur gemeinnützigen GmbH für den Erhalt der Schule zusammen, wobei die Ernst-Abbe-Stiftung zwei Drittel der Kosten übernahm. Dennoch war ein Standortwechsel unumgänglich. 1996 zog die Schule in das Staatliche Berufsbildende Schulzentrum Jena-Göschwitz (SBSZ Jena) um. Das ehemalige Schulhaus wird ausschließlich als Museum genutzt.

## Ausbildungsgänge
Die Schule bietet Ausbildungsgänge mit folgenden Abschlüssen: Staatlich geprüfter Augenoptiker, Augenoptikermeister und Ausbildereignung. Mit einer Ergänzungsprüfung ist außerdem die Fachhochschulreife zu erlangen. Der EU-weit anerkannte Abschluss Augenoptikermeister berechtigt die Absolventen, ein Unternehmen zu führen oder in Verbindung mit der Fachhochschulreife ein weiterführendes Studium an einer Fachhochschule zu absolvieren.

## Weblink
- Homepage des Fördervereins der Schule

## Quelle
- Daniela Zumpf: 100 Jahre Augenoptikermeister made in Jena. In doz-verlag.de. Abgerufen am 10. April 2021.